# معهد فؤاد الأول الأزهري
معهد فؤاد الأول الأزهري أو معهد أسيوط الأزهري للبنين هو معهد أزهري يقع في مدينة أسيوط، مصر. صمم المعهد على الطراز الأندلسي ويعتبر من معالم مدينة أسيوط.
يتكون المعهد مكون من 3 مبانٍ، أحدهما للدراسة، ومكون من طابقين يضم فصول للدراسة، مكاتب إدارية، قاعة عرض للأفلام العلمية ومعمل لعلوم الأحياء والكيمياء والفيزياء، ويتوسط فناءه حديقة مستطيلة الشكل تتوسطها نافورة رخامية، والمبنى الثاني عبارة عن ثلاثة طوابق للإقامة وإعاشة الطلاب الوافدين، وبه مكتبة كبري تضم آلاف الكتب والمخطوطات، العلمية، والدينية، والجرائد التي صدرت قبل الخمسينات من القرن الماضي،. أما المبنى الثالث فعبارة عن مسجد يستخدم لتعليم الطلاب الخطابة، وبه مئذنة شاهقة الارتفاع.

## التاريخ
في عهد السلطان حسين كامل، أصدر مرسومًا عام 1915 بإنشاء معهد ديني يعمل على نشر تعاليم الأزهر الشريف في صعيد مصر، فتم اختيار مسجد اليوسفي ليكون المعهد الديني ومع مرور الوقت وتزايد الطلاب  تقدم عدد من مشايخ الأزهر بمقترح أن يجري تخصيص قطعة أرض جديدة لإقامة معهد ديني أزهري وبالفعل جرى تخصيص قطعة أرض مساحتها 4 أفدنة وثمانية قراريط وسهمين بمنطقة الحمراء بجوار نهر النيل لإنشاء المعهد. وفي عام 1930 وضع الملك فؤاد الأول حجر الأساس لإنشاء المعهد واستغرق بناؤه 4 أعوام وشيدت مبانيه على طراز الفن الإسلامي والتصميم الهندسي للفن الأندلسي، وجرى افتتاحه في عهد الملك فاروق عام 1939، ويخدم حاليًا طلاب المرحلة الثانوية. وعقب ثورة 23 يوليو تغير اسمه ليصبح  معهد أسيوط الأزهرى للبنين وفي عام 1987 صدر قرار رئيس مجلس الوزراء رقم 1692 باعتبار مبنى المعهد وملحقاته أثرا تاريخيا يخضع لإشراف الآثار.